# Lijst van deelnemers aan de Ryder Cup
Deze lijst van deelnemers aan de Ryder Cup geeft een overzicht van golfprofessionals die meededen aan de Ryder Cup. De Ryder Cup is een golfcompetitie tussen de Amerikaanse en de Europese golfers.

## Deelnemers
| Jaar | Team    | Captain(s)                        | Spelers |
| ---- | ------- | --------------------------------- | --- |
| 1927 | USA     | Walter Hagen                      | Leo Diegel, Al Espinosa, Johnny Farrell, Johnny Golden, Bill Mehlhorn, Gene Sarazen, Joe Turnesa, Al Watrous |
| 1927 | GBR     | Ted Ray                           | Aubrey Boomer, Archie Compston, George Duncan, Arthur Havers, Herbert Jolly, Fred Robson, Charles Whitcombe |
| 1929 | USA     | Walter Hagen                      | Leo Diegel, Ed Dudley, Al Espinosa, Johnny Farrell, Johnny Golden, Gene Sarazen, Horton Smith, Joe Turnesa, Al Watrous |
| 1929 | GBR     | George Duncan                     | Percy Alliss, Aubrey Boomer, Stewart Burns, Archie Compston, Henry Cotton, Abe Mitchell, Fred Robson, Charles Whitcombe, Ernest Whitcombe, Reg Whitcombe                                                                   |
| 1931 | USA     | Walter Hagen                      | Billy Burke, Wilfred Cox, Leo Diegel, Al Espinosa, Johnny Farrell, Gene Sarazen, Danny Shute, Craig Wood |
| 1931 | GBR     | Charles Whitcombe                 | Archie Compston, William Davies, George Duncan, Syd Easterbrook, Athur Havers, Bert Hodson, Abe Mitchell, Fred Robson, Ernest Whitcombe                                                                                    |
| 1933 | USA     | Walter Hagen                      | Billy Burke, Leo Diegel, Ed Dudley, Olin Dutra, Paul Runyan, Gene Sarazen, Danny Shute, Horton Smith, Craig Wood |
| 1933 | GBR     | John Henry Taylor                 | Percy Alliss, William Davies, Syd Easterbrook, Arthur Havers, Arthur Lacey, Abe Mitchell, Alf Padgham, Alf Perry, Charles Whitcombe                                                                                        |
| 1935 | USA     | Walter Hagen                      | Olin Dutra, Ky Laffoon, Sam Parks, Henry Picard, Johnny Revolta, Paul Runyan, Gene Sarazen, Horton Smith, Craig Wood |
| 1935 | GBR     | Charles Whitcombe                 | Percy Alliss, Richard Burton, Jack Busson, Bill Cox, Edward Jarman, Alf Padgham, Alf Perry, Ernest Whitcombe, Reg Whitcombe                                                                                                |
| 1937 | USA     | Walter Hagen                      | Ed Dudley, Ralph Guldahl, Tony Manero, Byron Nelson, Henry Picard, Johnny Revolta, Gene Sarazen, Danny Shute, Sam Snead |
| 1937 | GBR     | Charles Whitcombe                 | Percy Alliss, Richard Burton, Henry Cotton, Bill Cox, Sam King, Arthur Lacey, Alf Padgham, Alf Perry, Dai Rees |
| 1947 | USA     | Ben Hogan                         | Herman Barron, Jimmy Demaret, E.J. Harrison, Herman Keiser, Lloyd Mangrum, Byron Nelson, Ed Oliver, Sam Snead, Lew Worsham                                                                                                 |
| 1947 | GBR     | Henry Cotton                      | Jimmy Adams, Fred Daly, Max Faulkner, Sam King, Arthur Lees, Dai Rees, Charlie Ward |
| 1949 | USA     | Ben Hogan                         | Skip Alexander, Jimmy Demaret, Bob Hamilton, E. J. Harrison, Chick Harbert, Clayton Heafner, Lloyd Mangrum, Johnny Palmer, Sam Snead                                                                                       |
| 1949 | GBR     | Charles Whitcombe                 | Jimmy Adams, Laurie Ayton°, Ken Bousfield, Richard Burton, Fred Daly, Max Faulkner, Arthur Lees, Sam King, Dai Rees, Charlie Ward                                                                                          |
| 1951 | USA     | Sam Snead                         | Skip Alexander, Jack Burke jr., Jimmy Demaret, Clayton Heafner, Ben Hogan, Lloyd Mangrum, Ed Oliver, Henry Ransom |
| 1951 | GBR     | Arthur Lacey                      | Jimmy Adams, Ken Bousfield, Fred Daly, Max Faulkner, Arthur Lees, John Panton, Dai Rees, Charlie Ward, Harry Weetman |
| 1953 | USA     | Lloyd Mangrum                     | Jack Burke jr., Walter Burkemo, Dave Douglas, Fred Haas, Ted Kroll, Cary Middlecoff, Ed Oliver, Sam Snead, Jim Turnesa |
| 1953 | GBR     | Henry Cotton                      | Jimmy Adams, Peter Alliss, Harry Bradshaw, Eric Brown, Fred Daly, Max Faulkner, Bernard Hunt, John Panton, Dai Rees, Harry Weetman                                                                                         |
| 1955 | USA     | Chick Harbert                     | Jerry Barber, Tommy Bolt, Jack Burke jr., Doug Ford, Marty Furgol, Chandler Harper, Ted Kroll, Cary Middlecoff, Sam Snead                                                                                                  |
| 1955 | GBR     | Dai Rees                          | Eric Brown, Ken Bousfield, Harry Bradshaw, John Fallon, Bernard Hunt, Arthur Lees, Christy O'Connor sr., Syd Scott, Harry Weetman                                                                                          |
| 1957 | USA     | Jack Burke jr.                    | Tommy Bolt, Dow Finsterwald, Doug Ford, Ed Furgol, Fred Hawkins, Lionel Hebert, Ted Kroll, Dick Mayer, Art Wall |
| 1957 | GBR     | Dai Rees                          | Peter Alliss, Harry Bradshaw, Eric Brown, Ken Bousfield, Norman Drew, Max Faulkner, Bernard Hunt, Christy O'Connor sr., Dave Thomas, Harry Weetman                                                                         |
| 1959 | USA     | Sam Snead                         | Julius Boros. Dow Finsterwald, Doug Ford, Jay Hebert, Cary Middlecoff, Bob Rosburg, Mike Souchak, Art Wall |
| 1959 | GBR     | Dai Rees                          | Peter Alliss, Eric Brown, Ken Bousfield, Norman Drew, Bernard Hunt, Christy O'Connor sr., Dave Thomas, Harry Weetman |
| 1961 | USA     | Jerry Barber                      | Billy Casper, Bill Collins, Dow Finsterwald, Doug Ford, Jay Hebert, Gene Littler, Arnold Palmer, Mike Souchak, Art Wall |
| 1961 | GBR     | Dai Rees                          | Peter Alliss, Ken Bousfield, Neil Coles, Ken Bousfield, Tom Haliburton, Bernard Hunt, Ralph Moffitt, Christy O'Connor sr., John Panton, Harry Weetman                                                                      |
| 1963 | USA     | Arnold Palmer                     | Julius Boros, Billy Casper, Dow Finsterwald, Bob Goalby, Tony Lema, Gene Littler, Billy Maxwell, Johnny Pott, Dave Ragan                                                                                                   |
| 1963 | GBR     | John Fallon                       | Peter Alliss, Neil Coles, Tom Haliburton, Brian Huggett, Bernard Hunt, Geoffrey Hunt, Christy O'Connor sr., Dave Thomas, Harry Weetman, George Will                                                                        |
| 1965 | USA     | Byron Nelson                      | Julius Boros, Billy Casper, Tommy Jacobs, Don January, Tony Lema, Gene Littler, Dave Marr, Arnold Palmer, Ken Venturi |
| 1965 | GBR     | Harry Weetman                     | Peter Alliss, Peter Butler, Neil Coles, Jimmy Hitchcock, Bernard Hunt, Jimmy Martin, Christy O'Connor sr., Lionel Platts, Dave Thomas, George Will                                                                         |
| 1967 | USA     | Ben Hogan                         | Julius Boros, Gay Brewer, Billy Casper, Gardner Dickinson, Al GeibergerGene LittlerBobby Nichols, Arnold Palmer, Johnny Pott, Doug Sanders                                                                                 |
| 1967 | GBR     | Dai Rees                          | Peter Alliss, Hugh Boyle, Neil Coles, Malcolm Gregson, Brian Huggett, Bernard Hunt, Tony Jacklin, Christy O'Connor sr., Dave Thomas, George Will                                                                           |
| 1969 | USA     | Sam Snead                         | Tommy Aaron, Miller Barber, Frank Beard, Billy Casper, Dale Douglass, Raymond Floyd, Dave Hill, Gene Littler, Jack Nicklaus, Dan Sikes, Ken Still, Lee Trevino                                                             |
| 1969 | GBR     | Eric Brown                        | Peter Alliss, Brian Barnes, Maurice Bembridge, P J Butler, Alex Caygill, Neil Coles, Bernard Gallacher, B.G.C. Huggett, B J Hunt, Tony Jacklin, Christy O'Connor sr., Peter Townsend                                       |
| 1971 | USA     | Jay Herbert                       | Miller Barber, Frank Beard , W J Casper, Charles Coody, Gardiner Dickinson, Gene Littler, Jack Nicklaus, Arnold Palmer, Mason Rudolph, J C Snead, Dave Stockton, Lee Trevino                                               |
| 1971 | GBR     | Eric Brown                        | Harry Bannerman, Brian Barnes, Maurice Bembridge, Peter Butler, Neil Coles, Bernard Gallacher, John Garner, Brian Huggett, Tony Jacklin, Christy O'Connor sr., Peter Oosterhuis, Peter Townsend                            |
| 1973 | USA     | Jack Burke jr.                    | Tommy Aaron, Homero Blancas, Gay Brewer, Billy Casper, Lou Graham, Dave Hill, Jack Nicklaus, Arnold Palmer, Chi-Chi Rodriguez, J.C. Snead, Lee Trevino, Tom Weiskopf                                                       |
| 1973 | GBR IRL | Bernard Hunt                      | Brian Barnes, Maurice Bembridge, Peter Butler, Clive Clark, Neil Coles, Bernard Gallacher, Brian Huggett, Tony Jacklin, Christy O'Connor jr., Peter Oosterhuis, Eddie Polland                                              |
| 1975 | USA     | Arnold Palmer                     | Billy Casper, Raymond Floyd, Al Geiberger, Lou Graham, Hale Irwin, Gene Littler, Johnny Miller Bob Murphy, Jack Nicklaus, J.C. Snead, Lee Trevino, Tom Weiskopf                                                            |
| 1975 | GBR IRL | Bernard Hunt                      | Brian Barnes, Maurice Bembridge, Eamonn Darcy, Bernard Gallacher, Tommy Horton, Brian Huggett, Guy L Hunt, Tony Jacklin, Christy O'Connor jr., John O'Leary, Peter Oosterhuis, Norman Wood                                 |
| 1977 | USA     | Dow Finsterwald                   | Raymond Floyd, Lou Graham, Hubert Green, Dave Hill, Hale Irwin, Don January, Jerry McGee, Jack Nicklaus, Ed Sneed, Dave Stockton, Lanny Wadkins, Tom Watson                                                                |
| 1977 | GBR IRL | Brian Huggett                     | Brian Barnes, Ken Brown, Howard Clark, Neil Coles, Eamonn Darcy, Peter Dawson, Nick Faldo, Bernard Gallacher, Tommy Horton, Tony Jacklin, Mark James, Peter Oosterhuis                                                     |
| 1979 | USA     | Billy Casper                      | Andy Bean, Lee Elder, Hubert Green, Mark Hayes, Hale Irwin, Tom Kite, John Mahaffey, Gil Morgan, Larry Nelson, Lee Trevino, Lanny Wadkins, Fuzzy Zoeller                                                                   |
| 1979 | EUR     | John Jacobs                       | Severiano Ballesteros, Brian Barnes, Ken Brown, Nick Faldo, Bernard Gallacher, Antonio Garrido, Tony Jacklin, Mark James, Michael King, Sandy Lyle, Peter Oosterhuis, Des Smyth                                            |
| 1981 | USA     | Dave Marr                         | Ben Crenshaw, Raymond Floyd, Hale Irwin, Tom Kite, Bruce Lietzke, Johnny Miller, Larry Nelson, Jack Nicklaus, Jerry Pate, Bill Rogers, Lee Trevino, Tom Watson                                                             |
| 1981 | EUR     | John Jacobs                       | José Maria Cañizares, Howard Clark, Eamonn Darcy, Nick Faldo, Bernard Gallacher, Mark James, Bernhard Langer, Sandy Lyle, Peter Oosterhuis, Manuel Piñero, Des Smyth, Sam Torrance                                         |
| 1983 | USA     | Jack Nicklaus                     | Ben Crenshaw, Raymond Floyd, Bob Gilder, Jay Haas, Tom Kite, Gil Morgan, Calvin Peete, Craig Stadler, Curtis Strange, Lanny Wadkins, Tom Watson, Fuzzy Zoeller                                                             |
| 1983 | EUR     | Tony Jacklin                      | Severiano Ballesteros, Gordon J. Brand, Ken Brown, José Maria Cañizares, Nick Faldo, Bernard Gallacher, Bernhard Langer, Sandy Lyle, Sam Torrance, Brian Waites, Paul Way, Ian Woosnam                                     |
| 1985 | USA     | Lee Trevino                       | Raymond Floyd, Hubert Green, Peter Jacobsen, Tom Kite, Andy North, Mark O'Meara, Calvin Peete, Craig Stadler, Curtis Strange, Hal Sutton, Lanny Wadkins, Fuzzy Zoeller                                                     |
| 1985 | EUR     | Tony Jacklin                      | Severiano Ballesteros, Ken Brown, José Maria Cañizares, Howard Clark, Nick Faldo, Bernhard Langer, Sandy Lyle, Manuel Piñero, José Rivero, Sam Torrance, Paul Way, Ian Woosnam                                             |
| 1987 | USA     | Jack Nicklaus                     | Andy Bean, Mark Calcavecchia, Ben Crenshaw, Tom Kite, Larry Mize, Larry Nelson, Dan Pohl, Scott Simpson, Payne Stewart, Curtis Strange, Hal Sutton, Lanny Wadkins                                                          |
| 1987 | EUR     | Tony Jacklin                      | Severiano Ballesteros, Gordon Brand Jr., Ken Brown, Howard Clark, Eamon Darcy, Nick Faldo, Bernhard Langer, Sandy Lyle, José María Olazábal, José Rivero, Sam Torrance, Ian Woosnam                                        |
| 1989 | USA     | Raymond Floyd                     | Paul Azinger, Chip Beck, Mark Calcavecchia, Fred Couples, Ken Green, Tom Kite, Mark McCumber, Mark O'Meara, Payne Stewart, Curtis Strange, Lanny Wadkins, Tom Watson                                                       |
| 1989 | EUR     | Tony Jacklin                      | Severiano Ballesteros, Gordon Brand Jr., José Maria Cañizares, Howard Clark, Nick Faldo, Mark James, Bernhard Langer, Christy O'Connor jr., Sam Torrance, Ian Woosnam                                                      |
| 1991 | USA     | Dave Stockton                     | Paul Azinger, Chip Beck, Mark Calcavecchia, Fred Couples, Raymond Floyd, Hale Irwin, Wayne Levi, Mark O'Meara, Steve Pate, Corey Pavin, Payne Stewart, Lanny Wadkins                                                       |
| 1991 | EUR     | Bernard Gallacher                 | Severiano Ballesteros, Paul Broadhurst, Nick Faldo, David Feherty, David Gilford, Mark James, Bernhard Langer, Colin Montgomerie, José María Olazábal, Steven Richardson, Sam Torrance, Ian Woosnam                        |
| 1993 | USA     | Tom Watson                        | Paul Azinger, Chip Beck, John Cook, Fred Couples, Raymond Floyd, Jim Gallagher Jr, Lee Janzen, Tom Kite, Davis Love III, Corey Pavin, Payne Stewart, Lanny Wadkins                                                         |
| 1993 | EUR     | Bernard Gallacher Joakim Haeggman | Severiano Ballesteros, Paul Broadhurst, Nick Faldo, David Gilford, Mark James, Barry Lane, Bernhard Langer, Colin Montgomerie, José María Olazábal, Costantino Rocca, Sam Torrance, Ian Woosnam                            |
| 1995 | USA     | Lanny Wadkins                     | Fred Couples, Ben Crenshaw, Brad Faxon, Jay Haas, Peter Jacobsen, Tom Lehman, Davis Love III, Jeff Maggert, Phil Mickelson, Corey Pavin, Loren Roberts, Curtis Strange                                                     |
| 1995 | EUR     | Bernard Gallacher                 | Severiano Ballesteros, Howard Clark, Nick Faldo, David Gilford, Mark James, Per-Ulrik Johansson, Bernhard Langer, Colin Montgomerie, José María Olazábal°, Costantino Rocca, Sam Torrance, Philip Walton, Ian Woosnam      |
| 1997 | USA     | Tom Kite                          | Fred Couples, Brad Faxon, Jim Furyk, Scott Hoch, Lee Janzen, Tom Lehman, Justin Leonard, Davis Love III, Jeff Maggert, Phil Mickelson, Mark O'Meara, Tiger Woods                                                           |
| 1997 | EUR     | Severiano Ballesteros             | Thomas Bjørn, Darren Clarke, Nick Faldo, Ignacio Garrido, Per-Ulrik Johansson, Bernhard Langer, Miguel Angel Martin°, Colin Montgomerie, José María Olazábal, Jesper Parnevik, Costantino Rocca, Lee Westwood, Ian Woosnam |
| 1999 | USA     | Ben Crenshaw                      | David Duval, Jim Furyk, Tom Lehman, Justin Leonard, Davis Love III, Jeff Maggert, Phil Mickelson, Mark O'Meara, Steve Pate, Payne Stewart, Hal Sutton, Tiger Woods                                                         |
| 1999 | EUR     | Mark James                        | Darren Clarke, Andrew Coltart, Sergio Garcia, Pádraig Harrington, Miguel Ángel Jiménez, Paul Lawrie, Colin Montgomerie, José María Olazábal, Jesper Parnevik, Jarmo Sandelin, Jean van de Velde, Lee Westwood              |
| 2002 | USA     | Curtis Strange                    | Paul Azinger, Mark Calcavecchia, Stewart Cink, David Duval, Jim Furyk, Scott Hoch, Davis Love III, Phil Mickelson, Hal Sutton, David Toms, Scott Verplank, Tiger Woods                                                     |
| 2002 | EUR     | Sam Torrance                      | Thomas Bjørn, Darren Clarke, Niclas Fasth, Pierre Fulke, Sergio Garcia, Pádraig Harrington, Bernhard Langer, Paul McGinley, Colin Montgomerie, Jesper Parnevik, Phillip Price, Lee Westwood                                |
| 2004 | USA     | Hal Sutton                        | Chad Campbell, Stewart Cink, Chris DiMarco, Fred Funk, Jim Furyk, Jay Haas, Davis Love III, Phil Mickelson, Kenny Perry, Chris Riley, David Toms, Tiger Woods                                                              |
| 2004 | EUR     | Bernhard Langer                   | Paul Casey, Darren Clarke, Luke Donald, Sergio Garcia, Pádraig Harrington, David Howell, Miguel Ángel Jiménez, Thomas Levet, Paul McGinley, Colin Montgomerie, Ian Poulter, Lee Westwood                                   |
| 2006 | USA     | Tom Lehman                        | Chad Campbell, Stewart Cink, Chris DiMarco, Jim Furyk, J.J. Henry, Zach Johnson, Phil Mickelson, Vaughn Taylor, David Toms, Scott Verplank, Brett Wetterich, Tiger Woods                                                   |
| 2006 | EUR     | Ian Woosnam                       | Paul Casey, Darren Clarke, Luke Donald, Sergio Garcia, Pádraig Harrington, David Howell, Robert Karlsson, Paul McGinley, Colin Montgomerie, José María Olazábal, Henrik Stenson, Lee Westwood                              |
| 2008 | USA     | Paul Azinger                      | Chad Campbell, Stewart Cink, Ben Curtis, Jim Furyk, J.B. Holmes, Anthony Kim, Justin Leonard, Hunter Mahan, Phil Mickelson, Kenny Perry, Steve Stricker, Boo Weekley                                                       |
| 2008 | EUR     | Nick Faldo                        | Paul Casey, Sergio García, Søren Hansen, Pádraig Harrington, Miguel Ángel Jiménez, Robert Karlsson, Graeme McDowell, Ian Poulter, Justin Rose, Henrik Stenson, Lee Westwood, Oliver Wilson                                 |
| 2010 | USA     | Corey Pavin                       | Stewart Cink, Rickie Fowler, Jim Furyk, Dustin Johnson, Zach Johnson, Matt Kuchar, Hunter Mahan, Phil Mickelson, Jeff Overton, Steve Stricker, Bubba Watson, Tiger Woods                                                   |
| 2010 | EUR     | Colin Montgomerie                 | Luke Donald, Ross Fisher, Peter Hanson, Pádraig Harrington, Miguel Ángel Jiménez, Martin Kaymer, Graeme McDowell, Rory McIlroy, Edoardo Molinari, Francesco Molinari, Ian Poulter, Lee Westwood                            |
| 2012 | USA     | Davis Love III                    | Keegan Bradley, Jason Dufner, Jim Furyk, Dustin Johnson, Zach Johnson, Matt Kuchar, Phil Mickelson, Webb Simpson, Brandt Snedeker, Steve Stricker, Bubba Watson, Tiger Woods                                               |
| 2012 | EUR     | José María Olazábal               | Luke Donald, Peter Hanson Sergio García, Martin Kaymer, Paul Lawrie, Graeme McDowell, Rory McIlroy, Francesco Molinari, Justin Rose, Lee Westwood, Nicolas Colsaerts, Ian Poulter                                          |
| 2014 | USA     | Tom Watson                        | Keegan Bradley, Rickie Fowler, Jim Furyk, Matt Kuchar, Zach Johnson, Hunter Mahan, Phil Mickelson, Patrick Reed, Webb Simpson, Jordan Spieth, Jimmy Walker, Bubba Watson                                                   |
| 2014 | EUR     | Paul McGinley                     | Thomas Bjørn, Jamie Donaldson, Victor Dubuisson, Stephen Gallacher, Sergio García, Martin Kaymer, Graeme McDowell, Rory McIlroy, Ian Poulter, Justin Rose, Henrik Stenson, Lee Westwood                                    |
| 2016 | USA     | Davis Love III                    | Dustin Johnson, Jordan Spieth, Phil Mickelson, Patrick Reed, Jimmy Walker, Brooks Koepka, Brandt Snedeker, Zach Johnson, J.B. Holmes, Rickie Fowler, Matt Kuchar, Ryan Moore                                               |
| 2016 | EUR     | Darren Clarke                     | Rory McIlroy, Danny Willett, Henrik Stenson, Chris Wood, Sergio Garcia, Rafa Cabrera Bello, Justin Rose, Andy Sullivan, Matthew Fitzpatrick, Lee Westwood, Martin Kaymer, Thomas Pieters                                   |
| 2018 | USA     | Jim Furyk                         | Brooks Koepka, Dustin Johnson, Justin Thomas, Patrick Reed, Bubba Watson, Jordan Spieth, Rickie Fowler, Webb Simpson, Bryson DeChambeau, Phil Mickelson, Tiger Woods, Tony Finau                                           |
| 2018 | EUR     | Thomas Bjørn                      | Francesco Molinari, Justin Rose, Tyrrell Hatton, Tommy Fleetwood, Jon Rahm, Rory McIlroy, Alex Norén, Thorbjørn Olesen, Paul Casey, Sergio Garcia, Ian Poulter, Henrik Stenson                                             |
| 2021 | USA     | Steve Stricker                    | Collin Morikawa, Dustin Johnson, Bryson DeChambeau, Brooks Koepka, Justin Thomas, Patrick Cantlay, Tony Finau, Xander Schauffele, Jordan Spieth, Harris English, Daniel Berger, Scottie Scheffler                          |
| 2021 | EUR     | Pádraig Harrington                | Jon Rahm, Tommy Fleetwood, Tyrrell Hatton, Bernd Wiesberger, Rory McIlroy, Viktor Hovland, Paul Casey, Matthew Fitzpatrick, Lee Westwood, Shane Lowry, Sergio Garcia, Ian Poulter                                          |

- De spelers met een ° moesten zich terugtrekken wegens ziekte.